# 고레이촌
고레이촌(高麗村)은 돗토리현 사이하쿠군에 있던 촌이다. 현재의 요나고시, 다이센정의 일부에 해당한다.

## 역사
- 1889년 10월 1일 - 정촌제 시행에 의해 아세리군 고레이촌이 성립하였다.
- 1896년 4월 1일 - 군의 통합에 의해 사이하쿠군에 소속되었다.
- 1955년 9월 1일 - 고레이촌이 분립해 9개 오아자는 도코로고촌과 합병해 다이세이정이 성립, 잔부는 야마토촌, 우다가와촌과 합병해 요도에정이 신설하여 폐지되었다.

## 참고문헌
- 角川日本地名大辞典 31 鳥取県
- 『市町村名変遷辞典』東京堂出版、1990年。